# Personagem modelo

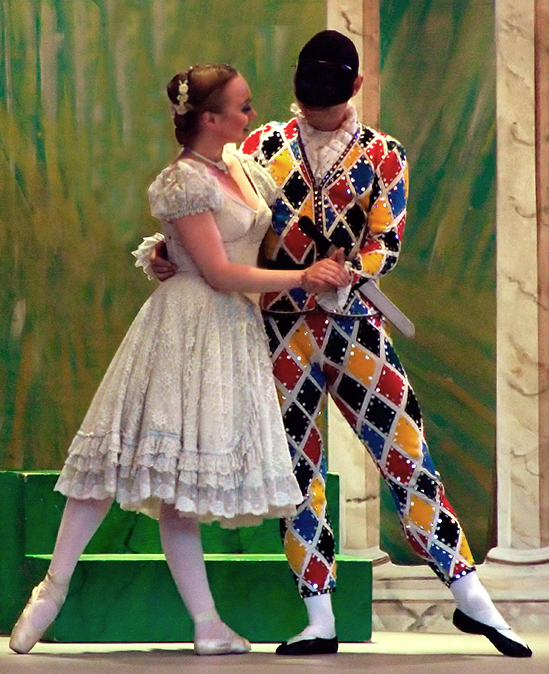
O Arlequim e a Colombina, personagens modelos na Commedia dell'arte.

Uma personagem modelo, arquétipo de personagem ou tipo de personagem é um arquétipo humano ou animado construído sobre um conjunto de características específicas e identificáveis. O personagem modelo constitui um clichê e modelo de criação de personagens fictícios na atividade de roteiro, reunindo um conjunto de características físicas, psicológicas e morais, prefixadas e reconhecidas pelo público como comuns de uma função ou papel já acomodado pela tradição e folclore. Os personagens modelos são instantaneamente reconhecidos pelos membros de uma dada cultura, de modo que os heróis e vilões podem ser baseados nos mesmos arquétipos heróicos e vilanescos encontrados em histórias de base como os contos de fadas e o teatro grego clássico.

## Conceito
O papel do personagem modelo é ajudar a compreender a história. O arquétipo de personagem tem um apelo unificador: os papéis são evocados implicitamente pelo estereótipo com o qual o personagem interpretado se identifica. Este conjunto de informações permite reconhecer arquétipos sem qualquer necessidade de explicação, criando uma sensação imediata de familiaridade de modo a permitir que um membro da audiência se relacione com um evento ou personagem sem a necessidade de ponderar o motivo. A identificação do espectador, qualquer que seja a sua origem cultural, é imediata quando vê as imagens de um valente herói lutando contra um gênio do mal para resgatar uma donzela em perigo mantida em cativeiro. Um arquétipo, no entanto, não implica previsibilidade ou preguiça intelectual; ele sugere que um personagem ou situação falará sobre uma verdade universal, sendo assim familiar, mas não tão previsível a ponto de ser engessado.
O personagem modelo foi muito usado na tradição europeia clássica da commedia dell'arte, na qual os atores usavam máscaras e representavam versões exageradas de personagens típicos. Exemplos de tipos de personagem são o romântico que é guiado pelo coração, e que pode ter as virtudes do humanismo e convicção mas ter a fraqueza da ingenuidade; o herói corajoso e perseverante, mas que se deixa levar pela arrogância; ou o velho sábio que é uma figura paterna ou mentora, dotada de sabedoria e experiência. Personagens arquetípicos são comuns na comédia e paródia, lançando mão do exagero na sua representação. Incidentes ou elementos do enredo igualmente reconhecíveis são conhecidos como situações modelos: tais como a identidade trocada, o triângulo amoroso, o resgate de última hora e o amor à primeira vista.
A jornada do herói é um arquétipo narrativo básico, ou modelo de história, que abrange um herói que vai em uma aventura, aprende uma lição, conquista uma vitória com esse conhecimento recém-adquirido e depois volta para casa transformado. Nessa busca, o herói pode encontrar com os vários personagens arquetípicos, aliados ou antagonistas. O herói deve passar por uma série de provações e em meio a elas pode encontrar personagens modelos, tal como no encontro com a deusa - quando o herói recebe uma missão - ou com a mulher fatal, quando o herói é tentado a abandonar ou desviar da busca.

## Exemplos de personagens modelos
- Herói
- Vilão
- Anti-herói
- Mulher fatal
- Ingênua
- Donzela em apuros
- Herói byroniano